# Фосе (Козенца)
Фосе је насеље у Италији у округу Козенца, региону Калабрија.
Према процени из 2011. у насељу је живело 103 становника. Насеље се налази на надморској висини од 120 м.